# Георгій Гурджиєв
Гео́ргій Іва́нович Гурджі́єв (вірм. Գեորգի Իվանովիչ Գյուրջիև, груз. გიორგი გურჯიევი, грец. Γεώργιος Γεωργιάδης, рос. Гео́ргий Ива́нович Гурджи́ев, 14 січня 1866? — 29 жовтня 1949) — вірменський філософ, містик, письменник та композитор кінця XIX—середини XX століття.
Також був духовним учителем, називав своє вчення «Роботою» (маючи на увазі «роботу над собою»), а також «Четвертим шляхом». Певний час він також називав власне вчення «езотеричним християнством». Протягом свого життя, Гурджиєв створював школи (групи) у різних країнах, навчаючи «Роботі». Він стверджував, що вчення, принесене ним на Захід, ґрунтується на його досвіді й ранніх подорожах і містить істини, знайдені в стародавніх релігіях і вченнях, що стосуються самоусвідомлення людьми в щоденному житті й місця людства у Всесвіті.
Назву третьої його книги із серії «Все і вся» — Життя реальне тільки коли «я є», можна вважати ключовою ідеєю його вчення.

## Життєпис
Народився в Александрополі (зараз Ґюмрі, Вірменія), тодішньому місті Російської імперії на кордоні з Туреччиною, у сім'ї грека та вірменки. Точна дата народження невідома. Окремі автори (такі як Мур) вказують 1866 рік, інші (Патерсон) — 1872; дата народження, вказана у паспорті — 28 листопада 1877 року, проте сам Гурджиєв заявляв, що народився він опівночі, в перший день нового року (за юліанським календарем). Гурджієв виріс у Карсі та багато подорожував Центральною Азією, Єгиптом, Європою перед поверненням до Росії на кілька років 1912 року.
Єдиним джерелом інформації про життя Гурджиєва до його приїзду до Москви у 1912 році, є його книга «Зустрічі з чудовими людьми», проте її не можна сприймати як повністю автобіографічну книгу. Серед друзів та соратників Гурджиєва — музикант Фома Гартман, математик Джон Беннет, та інші.

## Твори
- Трилогія «Усі і вся»:
  - Розповіді Вельзевула своєму внукові, 1950[3]
  - Зустрічі з чудовим людьми, 1963[4]
  - Життя реальне тільки коли «я є», 1974[5]
- Погляди з реального світу, 1973 — розмови, зібрані його ученицею Ольгою де Хартман[6]

Гурджиєв закрив свій інститут та припинив навчання, причини чого описав у кінці «Розповідей Вельзевула своєму внукові». Гурджиєв залишив достатньо знань, завдяки яким багато людей почали об'єднуватись в групи. Самі групи можна поділити на філософські та практичні.